# Rally de Croacia de 2013
El Rally de Croacia de 2013, oficialmente 40. Croatia Rally 2013 fue la edición 40.ª y la décima ronda de la temporada 2013 del Campeonato de Europa de Rally. Se celebró del 26 al 27 de septiembre. El ganador fue 
Jan Kopecký que se impuso en la prueba croata y sumó su sexta victoria de la temporada, resultado además que le valió para proclamarse campeón de Europa de manera matemática a falta de dos pruebas por disputarse.

## Itinerario
| Día   | Tramo | Nombre     | Distancia | Hora  | Ganador        | Tiempo  | Vel. media | Líder rally                |
| ----- | ----- | ---------- | --------- | ----- | -------------- | ------- | ---------- | -------------------------- |
| Día 1 | SS1   | Poreč 1    | 01.70 km  | 18:17 | Juraj Šebalj   | 1:38.4  | 62.2 km/h  | Juraj Šebalj               |
| Día 2 | SS2   | Boljun 1   | 14.97 km  | 10:19 | Andreas Aigner | 10:13.9 | 87.8 km/h  | Andreas Aigner             |
| Día 2 | SS3   | Učka 1     | 13.66 km  | 10:52 | Andreas Aigner | 9:29.8  | 86.3 km/h  | Andreas Aigner             |
| Día 2 | SS4   | Brest 1    | 29.86 km  | 12:15 | Jan Kopecký    | 16:20.8 | 109.6 km/h | Andreas Aigner             |
| Día 2 | SS5   | Boljun 2   | 14.97 km  | 15:33 | Jan Kopecký    | 9:02.4  | 99.4 km/h  | Jan Kopecký Andreas Aigner |
| Día 2 | SS6   | Učka 2     | 13.66 km  | 16:06 | Jan Kopecký    | 8:34.0  | 95.7 km/h  | Jan Kopecký                |
| Día 2 | SS7   | Brest 2    | 29.86 km  | 17:29 | Jan Kopecký    | 15:41.2 | 114.2 km/h | Jan Kopecký                |
| Día 3 | SS8   | Butoniga 1 | 14.97 km  | 09:59 | Jan Kopecký    | 9:24.0  | 95.6 km/h  | Jan Kopecký                |
| Día 3 | SS9   | Buzet 1    | 14.52 km  | 10:22 | Jan Kopecký    | 8:25.6  | 103.4 km/h | Jan Kopecký                |
| Día 3 | SS10  | Salteria 1 | 29.88 km  | 10:55 | Pieter Tsjoen  | 16:59.7 | 105.5 km/h | Jan Kopecký                |
| Día 3 | SS11  | Butoniga 2 | 14.97 km  | 13:23 | Jan Kopecký    | 9:11.9  | 97.6 km/h  | Jan Kopecký                |
| Día 3 | SS12  | Buzet 2    | 14.52 km  | 13:46 | Jan Kopecký    | 8:44.0  | 99.8 km/h  | Jan Kopecký                |
| Día 3 | SS13  | Salteria 2 | 29.88 km  | 14:19 | Jan Kopecký    | 16:58.2 | 105.6 km/h | Jan Kopecký                |
| Día 3 | SS14  | Poreč 2    | 1.70 km   | 16:30 | Pieter Tsjoen  | 1:38.7  | 62.0 km/h  | Jan Kopecký                |

## Clasificación final
| Pos. | Piloto              | Copiloto          | Automóvil                  | Tiempo    | Diferencia | Puntos |
| ---- | ------------------- | ----------------- | -------------------------- | --------- | ---------- | ------ |
| 1    | Jan Kopecký         | Pavel Dresler     | Škoda Fabia S2000          | 2:23:11.0 | 0.0        | 25     |
| 2    | Andreas Aigner      | Barbara Watzl     | Subaru Impreza STi R4      | 2:25:06.6 | +1:55.6    | 18     |
| 3    | Hermann Gassner jr. | Ursula Mayhofer   | Mitsubishi Lancer Evo X R4 | 2:25:20.8 | +2:09.8    | 15     |
| 4    | Pieter Tsjoen       | Bernd Casier      | Škoda Fabia S2000          | 2:26:05.3 | +2:54.3    | 12     |
| 5    | Henk Lategan        | Barry White       | Škoda Fabia S2000          | 2:27:15.6 | +4:04.6    | 10     |
| 6    | András Hadik        | Krisztián Kertész | Subaru Impreza STi R4      | 2:30:00.0 | +6:49.0    | 8      |
| 7    | Aleks Humar         | Florjan Rus       | Renault Clio R3            | 2:30:10.5 | +6:59.5    | 6      |
| 8    | Daniel Saskin       | Damir Bruner      | Ford Fiesta RRC            | 2:31:09.8 | +7:58.8    | 4      |
| 9    | Jani Trcek          | Viljem Oslaj      | Mitsubishi Lancer Evo IX   | 2:33:03.3 | +9:52.3    | 2      |
| 10   | Zoltán Bessenyey    | Julianna Nyírfás  | Honda Civic Type-R R3      | 2:33:17.5 | +10:06.5   | 1      |

| Predecesor: Polonia 2013 | ERC 2013 | Sucesor: San Remo 2013 |